# Ema (2016)
Ema (em inglês: Mother) é um filme de drama estoniano de 2016 dirigido por Kadri Kõusaare e escrito por Leana Jalukse. Foi selecionado como representante de seu país ao Oscar de melhor filme estrangeiro em 2017.

## Elenco
- Tiina Mälberg - Mãe
- Andres Tabun - Pai
- Andres Noormets - Aarne
- Siim Maaten - Lauri
- Jaak Prints - Andres